# Piponsaarenkarit
Piponsaarenkarit är en ö i Finland. Den ligger i sjön Karhijärvi och i kommunen Björneborg i den ekonomiska regionen  Björneborgs ekonomiska region  och landskapet Satakunta, i den sydvästra delen av landet, 200 km nordväst om huvudstaden Helsingfors. Öns största längd är 340 meter i sydöst-nordvästlig riktning. Notera att namnet antyder att det är fråga om flera öar.